# Битка при Везувий
Битката при Везувий (на английски: Battle of Vesuvius) е битка през втората латински война между Римската република и Латинския съюз.
Латинците нахлуват в Самниум и в битката при Везувий през 339 пр.н.е. са победени. Римляните са под командото на консулите Публий Деций Муз и Тит Манлий Империоз Торкват.